# Jean-Charles d’Abbadie d’Arrast

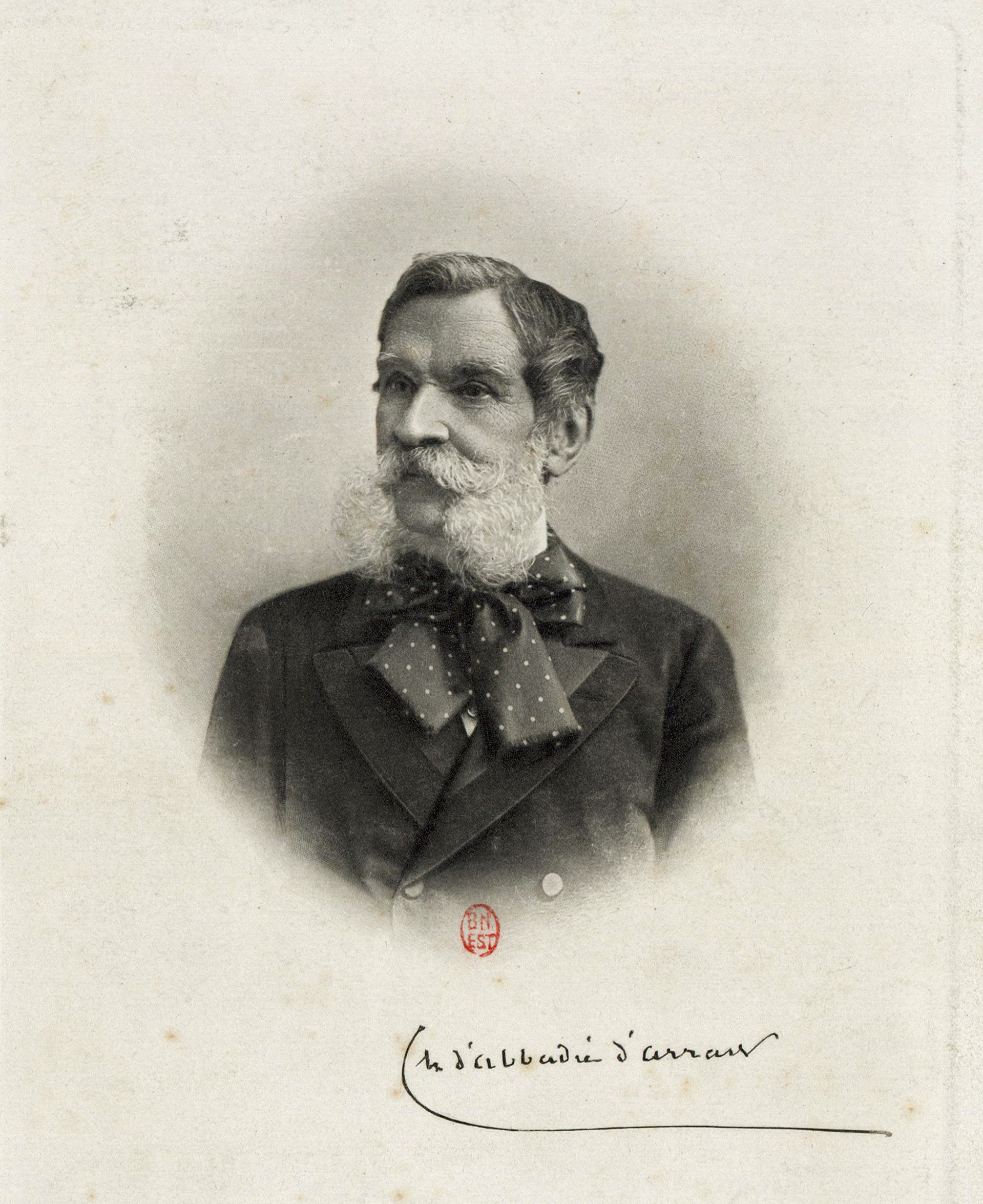
Jean-Charles d’Abbadie d’Arrast

Jean-Charles d’Abbadie d’Arrast (* 17. Dezember 1821 in Toulouse; † 23. Dezember 1901 in Saint-Étienne-de-Baïgorry) war ein französischer Politiker und jüngerer Bruder der Forschungsreisenden Antoine Thomson und Arnaud-Michel d’Abbadie.

## Leben
Jean-Charles d’Abbadie war der jüngste von drei Söhnen des aus einer alten Familie von Laienäbten von Arrast stammenden Michel d’Abbadie und dessen Gattin Eliza Thomson of Park. Er empfand ein geringeres Interesse für Entdeckungs- und Forschungsreisen als seine beiden älteren Brüder Antoine und Arnaud-Michel. 1847 machte er sich jedoch Sorgen, weil er von den beiden Reisenden schon lange nichts mehr gehört hatte. Daher brach er nach Nordostafrika auf, um sie zu suchen. Am 25. Juli 1847 traf er Antoine in Massaua, einer Hafenstadt am Roten Meer im heutigen Eritrea. Er stieg mit ihm und Arnaud-Michel eine Hochebene hinauf und besuchte mit ihnen einige Orte Zentral-Äthiopiens. Ende 1848 reiste er mit Arnaud-Michel wieder von Massaua ab, nachdem sich Antoine bereits einige Wochen zuvor auf die Rückfahrt nach Europa begeben hatte. Über diese Reise wurde kein Bericht veröffentlicht.
Am 21. November 1857 heiratete Jean-Charles d’Abbadie, der sich um 1850 im von ihm erworbenen Schloss Etchaux in Saint-Étienne-de-Baïgorry niedergelassen hatte, in Paris die 16 Jahre jüngere Schriftstellerin Marie-Henriette-Amélie-Augustine Coulomb (1837–1913). Wegen dieser Heirat mit einer Protestantin kam es zum Bruch mit seiner Familie, vor allem mit seinem Bruder Antoine, mit dem er bereits politische Differenzen hatte, und mit seiner Mutter, einer irischen Katholikin. Jean-Charles d’Abbadie konvertierte zum Protestantismus und erzog seine Kinder ebenfalls in dieser Religion. Neben zwei 1865 geborenen Kindern, die noch im gleichen Jahr verstarben, hatte er mit seiner Gemahlin die Töchter Sophie Carolina Elisa (1859–1902) und Henriette (1864–1941) sowie den Sohn Arnaud-Michel (1860–1918), dessen Sohn Harry d’Abbadie d’Arrast als Filmproduzent u. a. mit Charles Chaplin zusammenarbeitete.
Von 1861 bis 1870 war Jean-Charles d’Abbadie Generalrat des Département Pyrénées-Atlantiques für den Kanton Saint-Étienne-de-Baïgorry. Er trug dazu bei, die Lage der baskischen Bauern zu verbessern. An den französischen Parlamentswahlen von 1869 nahm er als unabhängiger Kandidat teil, blieb aber erfolglos. Am Deutsch-Französischen Krieg (1870/71) beteiligte er sich trotz seines Alters von 50 Jahre im Rang eines Hauptmanns der mobilen Garde. 1871 zog er nach Paris, um dort seine Kinder weiter zu erziehen. Am 7. August 1883 erhielt er wie sein Bruder Arnaud-Michel das Recht, an seinen Namen jenen seines Erbguts Arrast anzuhängen, so dass er sich ab diesem Zeitpunkt Jean-Charles d’Abbadie d’Arrast nannte. Er starb am 23. Dezember 1901 im Alter von 80 Jahren in Saint-Étienne-de-Baïgorry und wurde in der Familiengruft auf dem Friedhof Père-Lachaise beigesetzt.